# بير كسيبا
بير كسيبا، هو موقع أثري من العصر الحجري الحديث في مصر ، يعود تاريخه إلى ما يقرب من 11000 - 5000 سنة مضت ، ويقع على بعد حوالي 250 كم غرب النيل في النوبة السفلى . تم التنقيب بواسطة فريد ويندورف وروماولد شيلد وأنجيلا كلوز ، بير كسيبا ، جنبًا إلى جنب مع نبتا بلايا ، لديه بعض من أقدم الأدلة على إنتاج الغذاء ، والتسوية الدائمة ، وتقنيات أكثر تنوعًا مقارنة بالمواقع من أواخر العصر الجليدي . يجادل Wendorf وزملاؤه بأن الماشية والفخار كانا هنا في وقت مبكر مثل أي مكان آخر في إفريقيا ، على الرغم من أن هذا التأكيد قد تم الطعن فيه.

## علم الآثار
تتعلق معظم الدراسات في منطقة بير كسيبا ببداية الهولوسين عندما كانت هناك فترة رطبة من حوالي 11-10.000 سنة مضت حتى 5000 سنة مضت. كان هناك موسمان حفر في بير كسيبا ، أحدهما عام 1979 والثاني عام 1980. تم حفر ما مجموعه 13 المحليات، مبعثرة بين أربعة الشاكر في منطقة بير كسيبا.
تمت دراسة المهن من جميع أنحاء الهولوسين المبكر. ومع ذلك ، كان التركيز الأكبر على المواقع السابقة التي تم شغلها قبل 6500 BP بسبب الموارد المحدودة ، ومواقع العديد من المواقع اللاحقة على طول هوامش الأحواض ، وقد أجريت الدراسات السابقة بالفعل في المواقع اللاحقة ، ولم يكن بمقدور سوى المواقع السابقة توفيرها البيانات المتعلقة بظهور الماشية بالصحراء . أقدم المستوطنات المعروفة في المنطقة كانت الكربون المشع مؤرخة بين 9800 و 8900 BP. أسفرت القطع الأثرية من هذه المستوطنات عن بقايا ماشية وكذلك شظايا من الفخار بتصميمات مرتبطة بشكل كبير بأساليب الخرطوم المبكرة.
بقايا حيوانات
تم العثور على العديد من بقايا الحيوانات في كل موقع وتشمل السلاحف ، والسحالي ، والضفادع ، والطيور ، والقنافذ الصحراوية ، والأرانب البرية ، والجربوع الصغرى ، والسناجب الأرضية المخططة ، والفيلة ، وغزال دوركاس ، والبقرات الكبيرة التي يعتقد فيندورف وزملاؤها أنها ماشية منزلية.
كانت بقايا البقر ذات أهمية خاصة. مع الأخذ في الاعتبار السياق الذي تم العثور فيه على هذه البقايا ، يمكن أن تكون البقايا من الماشية البرية ( Bos primigenius ) ، أو الماشية المحلية ( B. primigenius f. taurus) ، الجاموس الأفريقي ( Syncerus caffer ) ، أو أنواع الجاموس العملاقة التي تنتمي إلى جنس بيلوروفيس . لسوء الحظ ، لم يتم حفظ العينات في بير كسيبا جيدًا بما يكفي لإجراء تحليل مقارن. ومع ذلك ، بالإشارة إلى حجم البقايا التي تم العثور عليها ، فمن غير المرجح أن تأتي المادة من جاموس عملاق. تشير القياسات إلى أن هذه الحيوانات كانت على الأقل بحجم الماشية البرية ، ولكن لا توجد معلومات كافية عن ازدواج الشكل الجنسي في حجم هذه الحيوانات. يشمل نطاق حجم بقايا الأبقار بشكل عام الأبقار الداجنة الكبيرة والأبقار البرية الأصغر.
فخار
خلال العصر الحجري الحديث المتأخر (حوالي 5100-4700 قبل الميلاد) ، ظهرت الأواني الخزفية الملساء في بير كسيبا ، وكان بعضها أسود القمم ، على غرار الأواني المميزة في أوائل فترة ما قبل الأسرات في وادي النيل.
تم العثور على ما يقرب من 300 كسر خزفي في مواقع بير كسيبا. لم يتم العثور على سفن كاملة أو قابلة لإعادة البناء في أي موقع. تراوحت ألوان سطح الكسر من الأحمر إلى الأحمر الداكن إلى الأصفر والأحمر والأصفر البني والبني الداكن والرمادي - البني. تباينت الألوان الأساسية من الأحمر ، والبني الأحمر ، والبني الداكن ، والرمادي الغامق للغاية. تشير ألوان الخزف إلى أنه تم إطلاقه في أجواء مؤكسدة . يبدو أن معظم الأواني قد تم بناؤها باستخدام تقنية اللف والعديد منها مزخرف بزخارف مختلفة ، وأكثرها شيوعًا هو نمط المنسوجة. تتشابه التجمعات الموجودة في بير كسيبا إلى حد كبير مع مجموعات العصر الحجري الحديث الأوسط الموجودة في نبتة بلايا ، وكلاهما يقع ضمن نمط الخرطوم هورايزون للسيراميك.
كانت هناك 3 تقنيات مختلفة تستخدم لتزيين السيراميك: الانطباع والشق وعلامات الترقيم. كان الانطباع هو الأكثر شيوعًا ، حيث تم استخدامه لإنتاج العديد من الزخارف. يتكون الشكل الأكثر شيوعًا من الانطباعات المستمرة المصنوعة من مشط ذو أسنان مربعة أو مستطيلة ، أو ربما الحافة المسننة لصدفة. ينتج عن هذا شكل يشبه السلال ويسمى بشكل مناسب بساط منسوج.
المستوطنات
لا توجد بيانات كافية للإدلاء ببيانات نهائية حول المستوطنات المبكرة التي ربما كانت موجودة في منطقة بير كسيبا ؛ ومع ذلك ، فإن Wendorf وزملائه يقدمون بعض الملاحظات.
يُعتقد حاليًا أن أقدم مواقع الاستيطان الهولوسيني كانت مخيمات مؤقتة تم احتلالها فقط في الوقت الذي أعقب أمطار الصيف في المنطقة ولكن قبل فترات الجفاف. هذا عندما يكون هناك ما يكفي من الغطاء النباتي المتاح للرعي ، مثل الماشية والغزلان. يشير اتساق عظام الماشية إلى أن هذه المواقع الصغيرة هي معسكرات مؤقتة للرعي ، حيث تسمح مجموعات صغيرة من الناس لرعي ماشيتهم وربما يصطادون حيوانات الرعي الأخرى الموجودة في المنطقة ، مثل الغزلان والأرانب البرية.

## الجدل
تم العثور على 22 عظمة ماشية في منطقة نبتة بلايا - بير كسيبا. يجادل المنقبون بأن هذه العظام مأخوذة من الماشية المستأنسة ، مستندة في ادعاءاتهم على إعادة بناء البيئة التي تظهر ظروفًا كانت فقيرة جدًا لدعم الحيوانات الكبيرة دون تدخل بشري ، مما يشكل أساس نموذج Wendorf-Schild. ورد آخرون أن البيئة القادرة على إطعام الغزلان والأرانب البرية سيكون لديها ما يكفي من النباتات لدعم الحيوانات الكبيرة مثل وحيد القرن والفيل ، وبالتالي تكون قادرة على دعم الماشية البرية أيضًا. لا توجد أيضًا منطقة بيئية معروفة تحتوي فقط على الأرانب البرية والغزال ، مما يشير إلى أن السجلات الحيوانية في المنطقة مجزأة وغير كاملة.
وقد وقعت قياسات العظام من نبتة بلايا وبير كسيبا شكليًا ضمن نطاق الثيران .
لم يفعل الحمض النووي للميتوكوندريا أيضًا سوى القليل لدعم نموذج Wendorf-Schild بما يتجاوز إظهار أن Bos primigenius البري يمكن أن يكون المصدر الأساسي للماشية المستأنسة المبكرة.